# Tylko strach
Tylko strach – polski film obyczajowy z 1993 roku, przedstawiający trudną walkę z alkoholizmem osoby inteligentnej i zdecydowanej pokonać nałóg.
Film był kręcony w Warszawie.

## Opis fabuły
Dziennikarka telewizyjna, Katarzyna Sosnowska (Anna Dymna) od wielu lat była uzależniona od alkoholu. Uczestnicząc w terapii dla osób uzależnionych od alkoholu uzyskała trzeźwość. Niestety, Katarzyna nie potrafi ułożyć sobie życia osobistego. Tymczasem na grupie wsparcia pojawia się Bożena (Dorota Segda), która również jest alkoholiczką i podobnie jak Katarzyna chce przestać pić. Katarzyna ma za zadanie zaopiekować się Bożeną.

## Obsada
- Anna Dymna – Katarzyna Sosnowska
- Dorota Segda – Bożena
- Jerzy Trela – Karol, szef Katarzyny
- Krzysztof Globisz – Tomek
- Cezary Pazura – Andrzej
- Dorota Pomykała – osoba uzależniona od alkoholu, uczestniczka grupy terapeutycznej,
- Krzysztof Janczak – osoba uzależniona od alkoholu, uczestnik grupy terapeutycznej
- Katarzyna Bargiełowska – Basia
- Krzysztof Jarosz – taksówkarz
- Barbara Brylska – redaktorka TV
- Andrzej Blumenfeld – inżynier wozu transmisyjnego
- Katarzyna Dowbor – spikerka TV
- Ryszard Radwański – Tadeusz, osoba uzależniona od alkoholu, uczestnik grupy terapeutycznej
- Janusz Korwin-Mikke – Janusz Korwin-Mikke
- Ryszard Jakubisiak – obsada

Źródło: Filmpolski.pl.